# Демерит, Джей
Джей Майкл Деме́рит (англ. Jay Michael DeMerit; 4 декабря 1979, Грин-Бей, Висконсин, США) — американский футболист, центральный защитник.

## Карьера

### Клубная карьера
Демерит играл в футбол в Иллинойсском университете в Чикаго, где переквалифицировался из нападающего в защитника. Выступал за фарм-клуб «Чикаго Файр», но по окончании университета в 2003 году остался незадрафтованным MLS. Поработав некоторое время барменом, перебрался в Европу, где начал играть в девятом эшелоне английского футбола за клуб «Саутолл», зарабатывая лишь 40 фунтов в неделю. В 2004 году поднялся на седьмой уровень английской футбольной пирамиды, перейдя в клуб «Нортвуд».
Летом 2004 года во время предсезонного матча за «Нортвуд» Демерит произвёл впечатление на главного тренера «Уотфорда», выступавшего в Чемпионшипе, Рея Льюингтона, и после двухнедельного просмотра подписал с клубом однолетний контракт. Дебютировал за «Уотфорд» 24 августа 2004 года в матче Кубка лиги против «Кембридж Юнайтед». 12 ноября 2004 года Демерит подписал с «Уотфордом» новый контракт до лета 2007 года. 15 января 2005 года в матче против «Кру Александры» забил свой первый гол в профессиональной карьере. 20 января 2006 года Демерит подписал новый 2,5-летний контракт с «Уотфордом». 14 сентября 2007 года Демерит продлил контракт с «Уотфордом» на один год, до 2010 года. Летом 2010 года Демерит покинул «Уотфорд».
18 ноября 2010 года Демерит был представлен в качестве первого игрока новообразованного клуба MLS «Ванкувер Уайткэпс». Перед началом сезона 2011 был назначен капитаном команды. 19 марта 2011 года сыграл в матче стартового тура сезона против другого канадского клуба «Торонто», ставшем для «Ванкувера» дебютом в MLS. 17 марта 2012 года в матче против «Чивас США» забил свой первый гол в MLS. Был отобран на Матч всех звёзд MLS 2012, в котором сборная звёзд MLS принимала английский «Челси». 2 марта 2013 года в матче стартового тура сезона против «Торонто» получил разрыв ахиллова сухожилия, из-за чего выбыл из строя на полгода. 20 января 2014 года Демерит перезаключил контракт с «Ванкувер Уайткэпс». 24 июля 2014 года Джей Демерит объявил о завершении карьеры после серии травм.

### Карьера в сборной
В сборной США Демерит дебютировал 28 марта 2007 года в товарищеском матче со сборной Гватемалы. Всего провёл за сборную 25 матчей. Принимал участие в Золотом кубке КОНКАКАФ 2007, Кубке Америки 2007, Кубке конфедераций 2009 и чемпионате мира 2010.

## Достижения
Командные
сборная США
- Обладатель Золотого кубка КОНКАКАФ: 2007
- Финалист Кубка конфедераций: 2009

Личные
- Участник Матча всех звёзд MLS: 2012

## Личная жизнь
Демерит был женат на канадской фристайлистке и чемпионке Олимпийских игр Эшли Макайвор. В браке у пары родился сын Оукс.